# Etlingera pubimarginata
Etlingera pubimarginata là một loài thực vật có hoa trong họ Gừng. Loài này được Adolph Daniel Edward Elmer mô tả khoa học đầu tiên năm 1919 dưới danh pháp Amomum pubimarginatum. Năm 2018, Axel Dalberg Poulsen chuyển nó sang chi Etlingera.

## Phân bố
Loài này có tại đảo Mindanao, Philippines.